# Akinfi Sorokunski
Akinfi Ivanovici Sorokunski (în rusă Акинфий Иванович Сорокунский) a fost un om de stat rus și guvernator al Basarabiei între anii 1829 – 1833.